# Neureclipsis bimaculata
Neureclipsis bimaculata là một loài Trichoptera trong họ Polycentropodidae.Loài này được tìm thấy ở miền Cổ bắc và miền Tân bắc.